# Devin (Bulgaria)
Devin (in bulgaro Девин?, fino al 1934, Djovlen, Дьовлен) è un comune bulgaro situato nella regione di Smoljan di 14 269 abitanti (dati 2009).

## Località
Il comune è formato dall'insieme delle seguenti località:
- Bede
- Breze
- Čurukovo
- Devin (sede comunale)
- Grohotno
- Gjovren
- Kesten
- Ljaskovo
- Mihalkovo
- Osikovo
- Petvar (disabitato)
- Selča
- Stomanevo
- Tămrăš (disabitato)
- Tešel
- Trigrad
- Vodni Pad
- Žrebevo